# فضل‌الله خان وکیل‌الملک
میرزا فضل‌الله خان ملقب به «منشی باشی»، «دبیرالسلطنه»، «وزیرخلوت» و «وکیل الملک»، فرزند حاج میرزا علی‌اصغر مستوفی و برادر میرزا محمدرفیع نظام العلماء و میرزا محمودخان دیبا علاءالملک در سال ۱۲۶۳ قمری در شهر تبریز در خاندانی از سادات طباطبایی دیبا پا به عرصه وجود نهاد. سادات طباطبائی از محترمین و بزرگان آن خطه از قدیم‌الایام بوده و مورد احترام خاص و عام بوده‌اند و به سبب همین اشتهار، تعدادی از آنان در مناصب و دوائر حکومتی و دیوانی همچون سفارت و وزارت و حکومت ولایات را عهده‌دار بودند.
میرزا فضل‌الله تحصیلات مقدماتی و ادبیات فارسی و صرف و نحو عربی را در تبریز فرا گرفته، چندی بعد منشی حضور ولیعهد گردید. سپس به حکمرانی اردبیل و مشکین برگزیده شد. بعدها وزیر رسائل خاصه و انشاء حضور (وزیر خلوت و رئیس دفتر) مظفرالدین‌شاه شد.
پس از به سلطنت رسیدن مظفرالدین شاه، برادرزن وکیل الملک موسوم به عبدالحسین میرزا فرمانفرما در اثر مخالفت با مظفرالدین شاه در عتبات ساکن شد و دسیسه‌چینی‌های درباریان باعث برکناری وکیل‌الملک از کار شد. اما او بعدها وزیر دارالشورای کبرا و به وزارت تجارت منصوب گردید.
وی دارای نشان درجه اول با حمایل سبز و تمثال مکلّل به الماس درجه اول و جبه و شمشیر مرصع و عصای مرصع بوده‌است.
میرزا فضل‌الله خان وکیل الملک به سال ۱۲۶۳ (قمری) در قصبه مرند ده فرسنگی شهر تبریز در سن ۵۷ سالگی درگذشت و در کربلای معلا به خاک سپرده شد.
بیمارستان نجمیه تهران در ملکی قرار دارد که ابتدا متعلق به وکیل الملک بود و سپس همسرش آن را وقف کرد.

## زندگی
فضل‌الله خان وکیل‌الملک به سال ١٢٢۵ در تبریز متولد شد. پدرش میرزا علی‌اصغر مستوفی از علمای تبریز بود. او سه برادر با نام‌های محمد رفیع، اسدالله و محمود داشت که همه دارای مناصب نظامی و سیاسی بودند.
او در سال ١٢٨١ در سن ۵٧ سالگی در مرند درگذشت و پیکرش را در کربلا به خاک سپردند. 

## همسر و فرزندان
وکیل‌الملک دو بار ازدواج کرد. بار اول با «خاور خانم بهجت‌الدوله»، دختر حاج میرزا محمدعلی، تاجر معروف تبریز، چهار پسر و هفت دختر به ترتیب سن:
- سید ابوالفتح دیبا ملقب به حشمت‌الدوله
- سیده ماه‌طلعت دیبا ملقب به مرحمت‌السلطنه
- سیده قمر دیبا ملقب به رفعت‌الدوله
- سید عبدالحسین دیبا ملقب به وکیل الملک
- سیده کوکب دیبا ملقب به عظمت‌السلطنه همسر محمدحسین لقمان‌ادهم و مادر علی‌قلی لقمان‌ادهم
- سیده والیه دیبا ملقب قدس السلطنه
- سید ابوطالب دیبا
- سید غلامعلی دیبا
- سیده گوهر تاج دیبا
- سیده مهپاره دیبا
- سیده رخساره دیبا [۶]

سپس با حاجیه «ملک‌تاج فیروز نجم‌السلطنه»، دختر فیروز میرزا نصرت‌الدولهکه حاصل این وصلت پسری به نام ابوالحسن دیبا ملقب به ثقةالدوله بود.